# Phaeostrymon alcestis
Phaeostrymon alcestis là loài Bướm xanh duy nhất trong chi Phaeostrymon. Chúng thường được tìm thấy ở Tây nam Hoa Kỳ và Mexico.